# Anaspis brunnipes
Anaspis brunnipes är en skalbaggsart som först beskrevs av Étienne Mulsant 1856.  Anaspis brunnipes ingår i släktet Anaspis, och familjen ristbaggar. Arten är reproducerande i Sverige.